# Шатура (компания)
Мебельная компания Шатура (официально АО «МК Шатура») — мебельная компания, расположенная в городе Шатура Московской области. Один из крупнейших российских производителей мебели.

## История
История компании начинается с 1961 года, когда в одноименном подмосковном городе была открыта Шатурская мебельная фабрика и выпущена первая партия шкафов.
В мае 1963 года Шатурская мебельная фабрика была преобразована в Мебельный комбинат, в который на правах цеха вошла Пожинская мебельная фабрика. В 1972 году в состав Шатурского мебельного комбината вошла Егорьевская мебельная фабрика. В октябре 1970 года Шатурский мебельный комбинат зарегистрировал товарный знак на выпускаемую продукцию.
В ноябре 1974 года в отдельное структурное подразделение был выделен завод ламинирования ДСП, в который вошли цеха № 10, 11, 12, 24. Начался ввод различных производств — цеха карбамидных смол, строганого и лущеного шпона, древесностружечных плит.
В июле 1987 года комбинат преобразован в Производственное мебельное объединение «Шатура». В январе 1992 года упразднены все филиалы, а в октябре ПМО «Шатура» преобразовано в Акционерное общество открытого типа в соответствии с Указом Президента РФ.
После кризиса 1998 года компания начинает модернизацию производства. Так, за период 1999—2000 годов инвестиции в производство составили более $12 млн.
С 2000 года Шатурский мебельный комбинат стал именоваться ОАО "Мебельная компания «ШАТУРА».
В 2003 году компания приобрела Европейскую мебельную компанию (ЗАО «ЕМК»), расположенную в городе Балаково Саратовской области и являющееся крупнейшим мебельным производителем в Европе, которое находилось на грани банкротства.
В 2004 году у «Шатуры» впервые за всю историю предприятия появились собственные магазины.
В июле 2015 года Российский аукционный дом (РАД) выставил на аукцион производственно-имущественный комплекс, принадлежащий мебельной компании «Шатура» в городе Балаково Саратовской области, включающий в себя производственный комплекс с рабочим оборудованием, склады, административное здание и сооружения инфраструктуры общей площадью свыше 194 тыс. квадратных метров. Весной 2016 года имущественный комплекс мебельной фабрики «Шатура» в Балаково был выставлен на торги повторно. Сообщалось, что закрытие производства связано со снижением рентабельности.
В апреле 2020 года мебельные компании были вынуждены остановить производство из-за карантина. МК «Шатура» сократила производство на 75 %.

## Деятельность
Компания выпускает корпусную бытовую мебель, предназначенную для потребителей со средним уровнем доходов, а также малого и среднего бизнеса. Компания предлагает мебель для гостиных, спален, прихожих, детских и ванных комнат, кухонь, а также офисную мебель.
Выручка компании в 2019 году составила 3,86 млрд рублей (—2,52 % к 2018 году). Чистая прибыль компании — 158,22 млн рублей (против прибыли 357,25 млн рублей в 2018 году)

## Товарный знак
В октябре 1970 года Шатурский мебельный комбинат зарегистрировал товарный знак — деревянная ладья. В 2000 году МК Шатура второй раз сменила товарный знак, который по сей день остаётся логотипом компании. Расшифровывается товарный знак компании так: основным визуальным мотивом товарного знака является соединение двух букв «Ш» в виде столярного замка. Буквы «Ш» контрастных цветов (желтый и черный) символизируют единство противоположностей, точность и надежность.

## Рейтинги
Журнал Forbes несколько раз включал бренд «Шатура» в рейтинг 50 самых продаваемых российских брендов (в 2006 году — 46 место, в 2007 — 41 место)
В 2001—2004 годах побеждала в всероссийском конкурсе «Лучшие российские предприятия» (в номинациях «За высокую финансовую эффективность», «За стабильно высокие результаты», «Предприятие-лидер»).